# Racomitrium orthotrichaceum
Racomitrium orthotrichaceum är en bladmossart som beskrevs av Jean Édouard Gabriel Narcisse Paris 1898. Racomitrium orthotrichaceum ingår i släktet raggmossor, och familjen Grimmiaceae. Inga underarter finns listade i Catalogue of Life.